# Јосиф Алавердски
Јосиф Алавердски, Јосиф из Алавердија (груз. იოსებ ალავერდელი) је сиријски светитељ, оснивач манастира Алаверди ињегов први игуман. 
Родом је био из Сирије. Био је ученик светог Јована Зедазенског и један од тринаест сиријских отаца који су ширили Јеванђеље у Грузији. Помиње се у Бесарионовим „Светима Грузије“. 
Православна црква празнује светог Јосифа 15. септембра.